# Ейс Вайлдер
Ейс Вайлдер (нар. 23 липня 1982, Стокгольм, Швеція) — шведська співачка й авторка-виконавиця. 

## Дискографія
- 2013 — A Wilder
- 2014 — Busy Doin' Nothin'
- 2015 — The Wild Card